# Людмила Коль
Людмила Коль (псевдоним, официально зарегистрированный Союзом Писателей Москвы; род. 1946, Москва) — писатель, член Союза писателей Москвы, издатель журнала LiteraruS. Пишет на русском языке. Настоящее имя — Людмила Холод.

## Биография
Родилась в Москве, окончила филологический факультет МГУ им. М.В. Ломоносова (Отделение русского языка и литературы), во время учёбы проходила языковую студенческую практику в Польше в Варшавском университете; с отличием защитила научную студенческую дипломную работу по синтаксису простого предложения. После окончания МГУ работала преподавателем русского языка Отделения РКИ (Русский как иностранный) филологического факультета МГУ. По линии Министерства высшего образования выезжала в качестве преподавателя русского языка за рубеж: 1977—1978 гг. Университет г. Пуна, Индия; 1985—1987 гг. Университет г. Орхус, Дания.
С 1993 года в связи с семейными обстоятельствами живёт в Финляндии, где началась её литературная деятельность.
19 марта 2011 года Л. Коль выступила на НТВ-МИР в передаче «Наши со Львом Новоженовым».
Произведения писательницы изучаются на кафедре литературы Варшавского университета: статьи о её прозе публиковались в Польше на русском и польском языках, автор: проф. Людмила Луцевич.

## Творчество
Людмила Коль печаталась в литературных журналах Русского зарубежья и в российских толстых литературных журналах, таких как «Дети РА», «День и Ночь», «Дружба народов», «Зарубежные записки», «Звезда», «Зинзивер», «Знамя», «Крещатик», «Нева», «Новый журнал»; «Север», «Сибирские огни», «Кольцо А», «Времени голоса», «Carelia» и других.
Участвовала в коллективных сборниках прозы:
- «Русский мiръ». Альманах. СПб: Алетейя, 2008. (ISBN 978-5-91419-138-9);
- «О любви». Москва: Астрель, 2010. (ISBN 978-5-271-256-18-9);
- «Святочные рассказы». Москва: Русь-Олимп, 2010. (ISBN 978-5-9648-0299-0);
- «Крым! Я люблю тебя». Москва: ЭКСМО, 2015. (ISBN 978-5-699-81889-1);
- «Маша минус Вася, или Новый матриархат». Москва: ООО Издательство «Э», 2018. (ISBN 978-5-04-090018-3).

Рецензиями отмечены все вышедшие книги Людмилы Коль. Рецензии публиковались в «Книжном обозрении», «Литературной газете», НГ Экслибрис, «Литературных известиях».
Не раз отмечалось, что проза Людмилы Коль открывает двери в жизнь русского зарубежья. Сергей Чупринин в книге «Зарубежье. Русская литература сегодня», цитируя известного литературного критика Александра Люсого, пишет: «Людмила Коль стала неформальным культурным атташе финских пространства, времени, солнечного света, соснового звона и наполненных энергетикой межличностных вибраций». Как отмечал писатель Александр Житинский, «прозу Людмилы Коль отличают живость изложения, женский язвительный ум и прекрасное знание женской психологии».
В предисловии к книге Людмилы Коль «Когда она придет» литературовед Мария Михайлова пишет: «У этой писательницы потрясающее чувство времени, которое она передает ритмом своей прозы, то завораживая читателя, то погружая его в прошлое, то подгоняя вперед, предлагая заглянуть в завтрашний день. Пульсация, биение, дрожь, трепет, медленное растворение в былом…».
Некоторые произведения Людмилы Коль переводились на финский, шведский и французский языки.

## Произведения

### Книги
- Люся Коль. Пошлые рассказы. Сборник рассказов и новелл. Printed by ART-PRINT OY Helsinki, 1997  ISBN 952-90-8418-8
- Люся Коль. Игра в пинг-понг. Исповедь не-Героини. Книга напечатана в типографии АО НОРД ПРИНТ, Хельсинки, 1999..ISBN 951-98134-0-.3
- Людмила Коль. Так как брезжит день, роман, рассказы. СПб: Геликон плюс, 2001 ISBN 5-93682-060-2
- Людмила Коль. Аня, Киска, Неливанна, роман. Хельсинки, Yliopistopaino, 2002. ISBN 951-98134-1-1.
- Людмила Коль. Женщины. Десять историй о нас. Хельсинки, Yliopistopaino, 2003. ISBN 951-98134-2-X.
- Людмила Коль. Там, где звенят сосны. Книга о Финляндии.LiteraruS-Yliopistopino, Helsinki, 2004. ISBN 951-98134-2-8.
- Людмила Коль. Когда она придет, роман, новеллы, рассказы. СПб: Алетейя, 2006. ISBN 5-89329-846-2
- Людмила Коль. Свидание с героем, роман. СПб: Алетейя, 2007. ISBN 978-5-903354-60-3
- Людмила Коль. Роман с Заграницей, повесть, рассказы. СПб: Алетейя, 2009. ISBN 978-5-91419-190-7.
- Людмила Коль. У меня в кармане дождь.(В книгу вошли: роман «Земля от пустыни Син», повесть «Анна для взрослых», повесть «Девушка в фате»). СПб: Алетейя, 2010. ISBN 978-5-91419-340-6.
- Людмила Коль. Игра в пинг-понг, роман. СПб: Алетейя, 2011. ISBN 978-5-91419-540-0.
- Людмила Коль. Земля от пустыни Син, роман, издание второе. Иерусалим: Издательство «Млечный Путь», 2012. ISBN 978-965-7546-17-8
- Людмила Коль. На углу острова, повесть, рассказы, эссе. Москва, Вест-Консалтинг, 2013. ISBN 978-5-91865-220-6.
- Людмила Коль. Маленький кусочек счастья, новеллы. Москва, Вест-Консалтинг, 2015. ISBN 978-5-91865-316-6.
- Людмила Коль. Персонажи, повести, рассказы, эссе. Москва, Вест-Консалтинг, 2019. ISBN 978-5-91865-557-3.

### Книги под редакцией Людмилы Коль
- Тимо Вихавайнен. Заметки о Рунеберге. Составитель и редактор: Людмила Коль. Хельсинки: LiteraruS, 2008. ISBN 978-951-98134-5-5.
- Полина Копылова, Татьяна Перцева, Анна Анохина. Структура сна. Стихи и прозаические миниатюры молодых авторов Финляндии. Составитель: Людмила Коль. СПб: Алетейя, 2008. ISBN 978-5-91419-081-8.
- Вера Терехина. Вокруг Куоккалы. Составитель и редактор: Людмила Коль. Хельсинки: LiteraruS, 2009. ISBN 978-951-98134-6-2
- Воспоминание о Гельсингфорсе. Главный редактор и составитель общего текста: Людмила Коль (Коллективный сборник). Хельсинки: LiteraruS, 2011. ISBN 978-951-98134-7-9.
- Игорь Воловик. Прогулки с Запада на Восток. Россия, какой она видится из Европы. М.: Вест-Консалтинг, 2013. Ответственный редактор: Людмила Коль. ISBN 978-5-91865-221-3.
- два пособия по развитию речи для курсов русского языка
- ВСТРЕЧА. Для курсов русского языка. Составители: Галина Пронина, Людмила Коль, Мария Никифорова. (Приложение к журналу LiteraruS-Литературное слово). Хельсинки: LiteraruS, 2005. ISSN 14592673.
- ВСТРЕЧА-2. Книга для чтения в иностранной аудитории (курсы русского языка). Составители: Людмила Коль, Наталья Михайлова, Александра Брейдер, Галина Пронина. Хельсинки: LiteraruS, 2012. ISBN 978-951-98134-8-6.
- два коллективных сборника прозы — перевод русских авторов на финский язык:
- Missä hongat humisevat. («Где шумят сосны». Сборник переводов прозы на финский язык русскоязычных авторов Финляндии. Составитель-редактор: Людмила Коль) Helsinki: LiteraruS, 2006. ISBN 978-951-98134-4-8.
- Huhupuheita. («Земля слухом». Сборник переводов прозы на финский язык русскоязычных авторов Финляндии. Составитель-редактор: Людмила Коль). Helsinki: LiteraruS, 2013. ISBN 978-951-98134-9-3.
- Kärpänen mustepullossa. («Муха в чернильнице». Сборник переводов прозы на финский язык русскоязычных авторов Финляндии. Составитель-редактор: Людмила Коль). Helsinki: LiteraruS, 2020). ISBN 978-952-69424-0-7.
- Игорь Воловик. С Востока на Запад без подзаголовка. Ответственный редактор: Людмила Коль. М.: Вест-Консалтинг, 2022. ISBN 978-5-91865-677-8.

## Журнал
В 2003 году Людмила Коль стала издателем и главным редактором Финляндского историко-культурного и литературного журнала «LiteraruS» (ISSN 14592673). Основной задачей издания она видела в интеграции русскоязычного населения в культуру Финляндии. Это единственный в Русском зарубежье журнал, который существует не только на русском, но и на иностранных языках: в 2008—2019 гг. журнал выходил на финском языке; в 2009—2011 гг. — на шведском языке; в 2012—2016 гг. — на французском языке. Номера на разных языках не повторяли друг друга, каждый выпуск был обращен к своему читателю. Помимо оргигинальных текстов на иностранных языках, печатались переводы текстов русскоязычных авторов, которые осуществляли квалифицированные переводчики. А также переводы финских авторов на русский язык.
За время существования журнала «LiteraruS» на его страницах печатались литературные критики, театроведы, профессора университетов; помимо авторов Финляндии и России, авторы из Франции, Бельгии, Германии, Греции, Дании, Швеции, Новрегии, Израиля, Чехии, США.
Возглавляемый Людмилой Коль журнал включен в каталог российских научных электронных журналов eLIBRARY.RU.
В 2013 году Международной федерацией русскоязычных писателей (МФРП) журнал «LiteraruS-Литературное слово» (к десятилетию со дня основания) награждён орденом «Культурное наследие» «за верность традициям, высокий профессионализм, вдохновенный труд, яркие произведения, весомый вклад в русскую словесность».
В журнале «Знамя» (№ 3 от 2013 года) Людмила Коль опубликовала эссе о журнале «LiteraruS».
Журнал распространялся по подписке, шел в крупные библиотеки Финляндии и России, а также во Францию, Германию, Швецию, США. С № 3/2022 журнал перешел в формат онлайн.

## Награды
- 2013: лауреат премии журнала «Зинзивер» за повесть «Такая простая человеческая жизнь».[8]
- 2014: книга «На углу острова» вошла в лонг-лист «Русской премии»-2014 по итогам 2013 года.[9]
- 2015: книга «Маленький кусочек счастья» вошла в лонг-лист премии «Писатель XXI века»[10]
- 2016: Дипломант Международной Премии «Писатель XXI века».
- 2017: лауреат журнала «Зинзивер» за три рассказа, опубликованных в журнале № 11/2017.[11]
- Малой Академией наук «Интеллект будущего» (г. Обнинск, 2009) Людмила Коль награждена медалью «За вклад в развитие образования России».[12]
- Дипломом участника ВАРП (2007) и Дипломом дарителя РНБ (Российская национальная библиотека, 2012).